# نادي مولده
نادي مولده لكرة القدم (بالنرويجية: Molde Fotballklubb‏) نادي كرة قدم نرويجي يلعب في دوري الدرجة الممتازة. تم تأسيس النادي في سنة 1911. يخوض الفريق مبارياته البيتية على ملعب آكر.

## وصلات خارجية
- الموقع الرسمي